# شيري جاكسون
شيري جاكسون (بالإنجليزية: Sherry Jackson)‏ هي ممثلة أمريكية، ولدت في 15 فبراير 1942 في الولايات المتحدة. بدأت مشوارها المهني سنة 1949.

## وصلات خارجية
- شيري جاكسون على موقع IMDb (الإنجليزية)
- شيري جاكسون على موقع أول موفي (الإنجليزية)
- شيري جاكسون على موقع إن إن دي بي (الإنجليزية)
- شيري جاكسون على موقع قاعدة بيانات الفيلم (الإنجليزية)